# Вальдемар фон Радецкі
Вальдемар фон Радецкі (нім. Waldemar von Radetzky; 8 травня 1910, Москва — 21 листопада 1990, Ліндлар) — штурмбанфюрер СС, член СД, заступник командира зондеркоманди 4а айнзатцгрупи C і воєнний злочинець.

## біографія
За походженням — балтійський німець. Добре знав російську мову. Середню освіту здобув в Ризі, також навчався при експедиторської фірмі. У 1932—1933 роках пройшов строкову службу в латвійській армії. До листопада 1939 року працював в експортно-імпортної фірмі.
У листопаді 1939 року в ході переселення балтійських німців в Німеччину переїхав в Позен, де до січня 1940 року працював в бюро у справах німецької імміграції, який займався облаштуванням етнічних німців в Вартеланд. 13 грудня 1939 року вступив у СС (членський номер 351 254), через рік — в НСДАП (партійний квиток № 8 047 747).
З травня 1941 р співробітник РСХА. З початком війни проти СРСР в липні 1941 р прибув у складі зондеркоманди 4а айнзатцгруп «C» до Луцька, а звідти був переведений в Житомир, де взяв участь у вбивстві євреїв і радянських політпрацівників. Безпосередньо брав участь в відсівання жертв, перекладав з російської захоплені документи НКВС. Один із співробітників Пауля Блобеля, який командував зондеркоманди 4а айнзатцгруп «C», крім іншого, в ході масових розстрілів в Бабиному Яру. У грудні 1941 р пішов у тривалу (до весни 1942 р.) відпустку. У березні 1942 року повернувся до місця служби в Харків, був перекладачем на допитах військовополонених, а також офіцером зв'язку між айнзатцгруп «С» і командуванням німецьких і угорських з'єднань. Брав участь у нараді Гейдриха з представником абверу в Україні капітаном Вербеєка в березні 1942 року. У січні 1943 року перейшов в айнзатцгруп «B».
У травні 1945 р. заарештований американцями. На процесі у справі про айнзатцгруп визнаний винним в участі в масових вбивствах євреїв, комуністів і радянських військовополонених. У ході слідства остаточно не з'ясовано, керував чи фон Радецький зондеркомандою 4а під час відсутності Блобеля. 10 квітня 1948 був засуджений до 20 років тюремного ув'язнення, проте менше ніж через 3 роки (в січні 1951 року) був амністований.
Після звільнення брав активну участь в культурно-історичної діяльності діаспори балтійських німців у Гессені.

## Нагороди
- Хрест Воєнних заслуг 2-го класу з мечами[3]